# Spermacoce eryngioides
Spermacoce eryngioides là một loài thực vật có hoa trong họ Thiến thảo. Loài này được (Cham. & Schltdl.) Kuntze miêu tả khoa học đầu tiên năm 1898.